# فرر (معمار ارمنی)
فرر (ارمنی: Ֆրեր؛  زادهٔ ۱۲۲۹ - درگذشته ۱۲۷۷) معمار اهل ارمنستان بود که در سده ۱۳ میلادی فعالیت می‌کرد

## زندگی‌نامه
وی در ۱۲۲۹ میلادی در کارین به دنیا آمد .  وی در ۱۲۷۷ میلادی در سن حدود ۴۸ سالگی درگذشت.

## یادداشت
1. ↑  Կարին